# Ernogrammus zhirmunskii
Ernogrammus zhirmunskii is een straalvinnige vissensoort uit de familie van de stekelruggen (Stichaeidae). De wetenschappelijke naam van de soort is voor het eerst geldig gepubliceerd in 2011 door Markevich & Kharin.